# Kretingalė
Kretingalė (tyska: Deutsch Crottingen) är en ort i Klaipėda län i västra Litauen. Enligt folkräkningen från 2011 har staden ett invånarantal på 936 personer.